# 中野好之
中野 好之（なかの よしゆき、1931年2月 - ）は、日本の西洋思想史学者、翻訳家。
元國學院大學、富山国際大学教授。
英国の社会思想・保守思想研究を専門とし、皇室崇拝家である。

## 経歴
東京に生まれる。1955年東京大学経済学部卒業。
名古屋大学大学院修士課程修了。
編集者などを経て、國學院大學文学部教授、富山国際大学教授を歴任。
晩年の父中野好夫が訳していたエドワード・ギボン『ローマ帝国衰亡史』の翻訳を、朱牟田夏雄から引き継ぎ完成させた。
その功績により1994年、日本翻訳出版文化賞(第30回)を受賞。

## 家族・親族
父の中野好夫は、著名な英文学者で進歩的文化人。好之はその長男だが思想信条は異なる。
母・信子は土井晩翠の次女（1940年に没）、兄に土井英一。
妹の中野利子（1938年 - ）はノンフィクション作家・エッセイスト。
慶應義塾大学文学部史学科（西洋史専攻）卒業。
私立高校教員、公立中学校教員、定時制高校教員、産休補助教員等を経て、フリーライター。
父の思想を受け継いでおり、伝記（『父 中野好夫のこと』、岩波書店、1993）を出版、第41回日本エッセイスト・クラブ賞を受賞した。
息子の中野春夫（1957年 - ）は英文学者。
東京大学文学部卒業、東京大学大学院人文科学研究科英語英米文学専攻博士課程単位取得退学。
埼玉大学教養学部助教授を経て学習院大学教授。

## 著書
- 『評伝バーク アメリカ独立戦争の時代』（みすず書房） 1977。オンデマンド版 2010
- 『仙台「晩翠草堂」の顛末 - 詩人・土井晩翠旧宅敷地譲渡をめぐる紛争の内幕』（御茶ノ水書房） 1988
- 『バークの思想と現代日本人の歴史観 保守改革の政治哲学と皇統継承の理念』（御茶の水書房） 2002
- 『我が国の皇統継承の歴史と理念 昨今のいわゆる女帝論議に触れて』（御茶の水書房） 2007
- 『万世一系 面白半分の異端曲説』（御茶の水書房） 2009

## 翻訳
- 『哲学の変貌』（ハワード・セルサム、高桑純夫共訳、紀伊国屋書店） 1959
- 『啓蒙主義の哲学』（エルンスト・カッシーラー、紀伊国屋書店） 1962、新装復刊 1997／改訳（ちくま学芸文庫）上・下 2003、復刊 2022
- 『黄河源流からロプ湖へ』（ニコライ・プルジェワルスキー、加藤九祚共訳、白水社、西域探検紀行全集2） 1967、新装復刊 2004 ほか
- 『一娼婦の手記　ファニー・ヒル』（ジョン・クレランド、田園書房[注釈 1]） 1969
  - 『ファニー・ヒル』（ちくま文庫） 1994
- 『十八世紀イギリス思想史』上・中・下（レズリー・スティーヴン、筑摩書房、筑摩叢書） 1969 - 1970、新版 1985
- 『政治的対話篇』（モーリス・クランストン[注釈 2]、山下重一・岡和田常忠共訳、みすず書房） 1973
- 『バーク著作集〈1〉崇高と美の観念の起原　現代の不満と原因』[2]（エドマンド・バーク、みすず書房） 1973
  - 『崇高と美の観念の起原』（エドマンド・バーク、みすず書房、みすずライブラリー） 1999
- 『バーク著作集〈2〉アメリカ論　ブリストル演説』[2]（エドマンド・バーク、みすず書房） 1973
- 『人生についての断章』（バートランド・ラッセル、太田喜一郎共訳、みすず書房） 1979、新版2020 ほか
- 『サミュエル・ジョンソン伝』全3巻（ジェイムズ・ボズウェル、みすず書房） 1981 - 1983、新版1993。オンデマンド版 2011
- 『スウィフト政治・宗教論集』（海保眞夫共訳、法政大学出版局、叢書・ウニベルシタス） 1989
- 『ローマ帝国衰亡史』第7-11巻（エドワード・ギボン、筑摩書房） 1990 - 1993／第6-10巻（ちくま学芸文庫） 1996。文庫は全巻改訂
- 『ギボン自伝』（エドワード・ギボン、筑摩書房） 1994／ちくま学芸文庫 1999
- 『ギボン 歴史を創る』（ロイ・ポーター[注釈 3]、海保眞夫共訳、法政大学出版局、叢書・ウニベルシタス） 1995
- 『バーク政治経済論集　保守主義の精神』[2]（法政大学出版局） 2000。オンデマンド版 2013
- 『フランス革命についての省察』上・下（エドマンド・バーク、岩波文庫） 2000
- 『ジョンソン博士の言葉』（編訳、ボズウェル、みすず書房、大人の本棚） 2002